# A dos aguas
A dos aguas es una película de Argentina en colores dirigida por Carlos Olguin-Trelawny   según su propio guion escrito en colaboración con Marta Gavenski que se estrenó el 28 de abril de 1988 y tuvo como principales intérpretes a Miguel Ángel Solá, Bárbara Mujica, Cipe Lincovsky y Aldo Braga .

## Sinopsis
En la Nochebuena de 1983 se reencuentran dos antiguos compañeros de la Facultad y van narrando sus historias del lapso durante el que no estuvieron comunicados.

## Reparto
Participaron del filme los siguientes intérpretes:
| Actor                | Personaje            |
| -------------------- | -------------------- |
| Miguel Ángel Solá    | Rey                  |
| Bárbara Mujica       | Isabel               |
| Cipe Lincovsky       | María                |
| Aldo Braga           | Patricio / Weintraub |
| Jorge Sassi          | Alter Ego de Rey     |
| Osvaldo Tesser       |                      |
| Mónica Lacoste       |                      |
| Mario Sánchez Rivera |                      |
| Lucía Elli           |                      |
| Miguel Ruiz Díaz     |                      |
| Antonio Ugo          |                      |
| Luis F. Romero       |                      |
| Javier Gómez         |                      |
| Jorge Bazá de Candia |                      |
| Eduardo Cavanagh     |                      |
| Sandra Ballesteros   |                      |

## Comentarios
La Prensa escribió:

«Carece de síntesis y desarrollo.»

Clarín dijo:

«Opera prima bien actuada.»

La Razón opinó:

«Una densa historia de soledades y desencuentros.»

Manrupe y Portela escriben:

«Propuesta desprolija que fracasa en el intento de mostrar ambigüedad.»